# Cratere Triolet
Triolet  è un cratere sulla superficie di Marte.